# Eoophyla melanops
Eoophyla melanops là một loài bướm đêm trong họ Crambidae.